# Sam Huntington
Sam Huntington, (født 1. april 1982 i Peterborough, New Hampshire i USA) er en amerikansk skuespiller. 
Huntington spiller Jeremiah i filmen Detroit Rock City og Jimmy Olsen i filmen Superman Returns. Han spiller også hovedrollen i den amerikanske film Jungle 2 Jungle. Han medvirker også i filmene Rolling Kansas, Not Another Teen Movie og komediefilmen Fanboys.

## Filmografi
- Fanboys (2007)
- Superman Returns (2006)
- Safety Glass (2005)
- Molding Clay (2005)
- Sleepover (2004)
- Raising Genius (2004)
- In Enemy Hands (2004)
- Home of Phobia (2004)
- Rolling Kansas (2003)
- Not Another Teen Movie (2001)
- Detroit Rock City (1999)
- Jungle 2 Jungle (1997)
- Harvest of Fire (1996) (TV)